# Mount Janus
Mount Janus ist ein 2420 m hoher und gegabelter Berg im Norden des ostantarktischen Viktorialands. In den Bowers Mountains ragt er an der Nordflanke des Kopfendes des Montigny-Gletschers auf.
Das New Zealand Antarctic Place-Names Committee benannte ihn auf Vorschlag des Geologen Roger A. Cooper, Leiter einer Mannschaft, die im Rahmen des New Zealand Antarctic Research Program zwischen 1981 und 1982 Untersuchungen in diesem Gebiet durchgeführt hatte. Namensgeber der allegorischen Benennung ist der Gott Janus mit Doppelgesicht aus der römischen Mythologie.